# Acetyldihydrokodein
Acetyldihydrokodein är en kemisk förening med formeln  C20H23NO4. Ämnet är ett smärtstillande preparat som tillhör gruppen opiater. Ett annat namn på ämnet är thebacon.
Substansen är narkotikaklassad och ingår i förteckning N II i 1961 års allmänna narkotikakonvention, samt i förteckning II i Sverige.